# Grzegorz Tomczak
Grzegorz Jan Tomczak (ur. 27 maja 1954 w Gnieźnie) – polski poeta, pieśniarz, kompozytor. 

## Życiorys
Absolwent polonistyki na Uniwersytecie Adama Mickiewicza w Poznaniu.
Zdobył główną nagrodę na Festiwalu Piosenki Studenckiej w Krakowie w roku 1979. Od połowy lat osiemdziesiątych współpracował z postaciami polskiej estrady – jego piosenki śpiewali m.in. Maryla Rodowicz, Andrzej Zaucha, Zbigniew Wodecki, Ryszard Rynkowski, Mr. Zoob, Bank, Pod Budą. Pisał teksty do muzyki Zbigniewa Górnego, Janusza Grzywacza, Włodzimierza Nahornego, Janusza Strobla. 
W 1992 w wydawnictwie C&T ukazał się tomik jego wierszy i piosenek. 
W 1999 na Ogólnopolskim Przeglądzie Piosenki Autorskiej OPPA artysta otrzymał nagrodę publiczności za piosenkę Idąc, zawsze idź. W sezonach 2003/2004 i 2004/2005 występował w spektaklach 
Platformy Artystycznej O.B.O.R.A.
Od 2006 współpracuje z Kabareciarnią  Zenona Laskowika. Współtworzył Teatr Piosenny Pod pretekstem, który wystawiał jego autorskie przedstawienia muzyczne Krochmalna 8 oraz Czy chcecie o tym porozmawiać.

## Dyskografia
Płyty długogrające:
- 2001 Ja to mam szczęście (Agencja Artystyczna MCA)[1]
- 2008 Miłość to za mało (Agencja Artystyczna MCA)[1]; w roku 2009 utwór „Szukałem cię wśród jabłek” (duet z Iwoną Loranc) zdobył 1. miejsce na Liście Przebojów Programu Trzeciego (notowania 1409 i 1410)[2]
- 2010 Piosenki ważne i najważniejsze[3]

## Odznaczenie
- Złoty Krzyż Zasługi (2004)[4]